# Polypodium batacorum
Polypodium batacorum là một loài dương xỉ trong họ Polypodiaceae. Loài này được Rosenst. mô tả khoa học đầu tiên năm 1914.
Danh pháp khoa học của loài này chưa được làm sáng tỏ. 